# Antonie Fournier
Antonie Fournier, verheiratete Antonie Kronser, (12. September 1809 in Solingen – 23. Jänner 1882 in Graz) war eine österreichische Theaterschauspielerin.

## Leben
Früh verwaist, wurde sie von ihrer Tante, der Schauspielerin Huber, erzogen. Bei derselben hörte sie von nichts anderem, als vom Theater sprechen, und daher wurde frühzeitig ihr Interesse für die Bühne geweckt und durch den häufigen Theaterbesuch immer mehr entflammt. Schon als Schulmädchen spielte sie mit ihren Kolleginnen Theater und wurde von denselben infolge ihrer „Leistungen“ angestaunt.
Nachdem sie herangewachsen war, ließ sie sich zuerst an kleinen Bühnen engagieren, um ihr Talent zu erproben und nahm 1828 eine Berufung an das Dresdner Hoftheater an. Dort hatte sie würdige Vorbilder und konnte sich entsprechend entwickeln.
Nach und nach entfalteten sich auch ihre Fähigkeiten in außerordentlicher Weise, so dass sie zu den bedeutendsten Erscheinungen der Dresdner Kunstanstalt gehörte. Allein Umtriebe, die nicht stets im Bereich der Kunst blieben, verbitterten ihr den Dresdener Aufenthalt und 1829 wurde die Künstlerin nach einem glänzend absolvierten Gastspiel („Käthchen von Heilbronn“, „Recha“ und „Melitta“) an das Berliner Hofoperntheater verpflichtet, und so wirkte sie daselbst bis 1833, in welchem Jahre sie Mitglied des Hofburgtheaters wurde.
Ihr Abgang von Berlin wurde als Nachteil bringend für die preußische Hofbühne von der Intendanz bezeichnet und sogar der König, der sich überaus günstig über ihre Leistungen ausgesprochen hatte, bedauerte ihr Scheiden.
Allein die Verlockung, in hervorragender Stellung an dem ersten Kunstinstitute Deutschlands [sic!] wirken zu können, war zu groß, und so lehnte sie alle Wiederengagementsanträge in Berlin ab und unterschrieb mit Freuden den Wiener Kontrakt, nachdem sie am 8. Oktober 1832 als „Julie“ in Romeo und Julie, am 12. Oktober als „Kunigunde“ in Hans Sachs, am 16. Oktober als „Jungfrau von Orleans“, am 24. Oktober als „Lucia“ in König Enzian, am 30. Oktober als Louise in Kabale und Liebe mit glänzendem Erfolg das auf Engagement abzielende Gastspiel absolviert hatte.
Als engagiertes Mitglied der österreichischen Hofbühne trat sie am 16. Februar als „Julie“ (in Romeo und Julie) auf und gehörte seit dieser Zeit ununterbrochen bis 1872 dem Hofburgtheater als beliebtes Mitglied an.
In diesem Jahre trat sie in den Ruhestand, zog sich gänzlich vom Theater zurück, schlug ihren bleibenden Wohnsitz in Graz auf, wo sie am 24. Jänner 1882 verschied.
Fournier war verheiratet mit dem seinerzeit bekannten Wiener Arzt Kronser und trat auch unter diesem Namen öffentlich auf.